# Grave (film)
Grave (Engelse en internationale titel: Raw) is een Frans-Belgische horrorfilm uit 2016, geschreven en geregisseerd door Julia Ducournau. De film ging op 14 mei in première op het filmfestival van Cannes in de sectie Semaine de la critique.

## Verhaal
De zestienjarige Justine is een studente dierenartsopleiding en vegetariër, net zoals de rest van haar familie. Tijdens een studentendoop wordt ze verplicht een rauw konijnenniertje op te eten. Daarna krijgt ze steeds meer honger naar menselijk vlees en verandert ze in een kannibaal.

## Rolverdeling
| Acteur             | Personage                |
| ------------------ | ------------------------ |
| Garance Marillier  | Justine                  |
| Ella Rumpf         | Alexia                   |
| Rabah Naït Oufella | Adrien                   |
| Laurent Lucas      | Vader Justine en Alexia  |
| Joana Preiss       | Moeder Justine en Alexia |
| Bouli Lanners      | Chauffeur                |
| Marion Vernoux     | Verpleegster             |
| Jean-Louis Sbille  | Professor                |
| Thomas Mustin      | Hoofd BDE                |
| Danel Utegenova    | Student in toilet        |
| Bérangère McNeese  | Geverfde student         |
| Julianne Binard    | CHU-feeststudent         |

## Productie
Tijdens de middernachtvertoning op het filmfestival van Toronto vielen enkele bioscoopbezoekers flauw en moesten met de ziekenwagen afgevoerd worden.

## Prijzen en nominaties
De belangrijkste:
| Jaar | Prijs                   | Categorie                              | Genomineerde(n)                        | Uitslag     |
| ---- | ----------------------- | -------------------------------------- | -------------------------------------- | ----------- |
| 2018 | Magritte du cinéma      | Beste buitenlandse film in coproductie | Beste buitenlandse film in coproductie | Gewonnen    |
| 2018 | Magritte du cinéma      | Beste beeld                            | Ruben Impens                           | Genomineerd |
| 2018 | Magritte du cinéma      | Beste kostuums                         | Élise Ancion                           | Genomineerd |
| 2018 | Magritte du cinéma      | Beste decor                            | Laurie Colson                          | Gewonnen    |
| 2016 | Film Fest Gent          | Explore Award                          | Julia Docournau                        | Gewonnen    |
| 2016 | Filmfestival van Cannes | FIPRESCI-prijs                         | Julia Docournau                        | Gewonnen    |
| 2016 | Austin Fantastic Fest   | Beste regie Next Wave Features         | Julia Docournau                        | Gewonnen    |
| 2016 | Filmfestival van Londen | Sutherland Award beste debuutfilm      | Julia Docournau                        | Gewonnen    |